# Notdusche

Rettungszeichen Notdusche

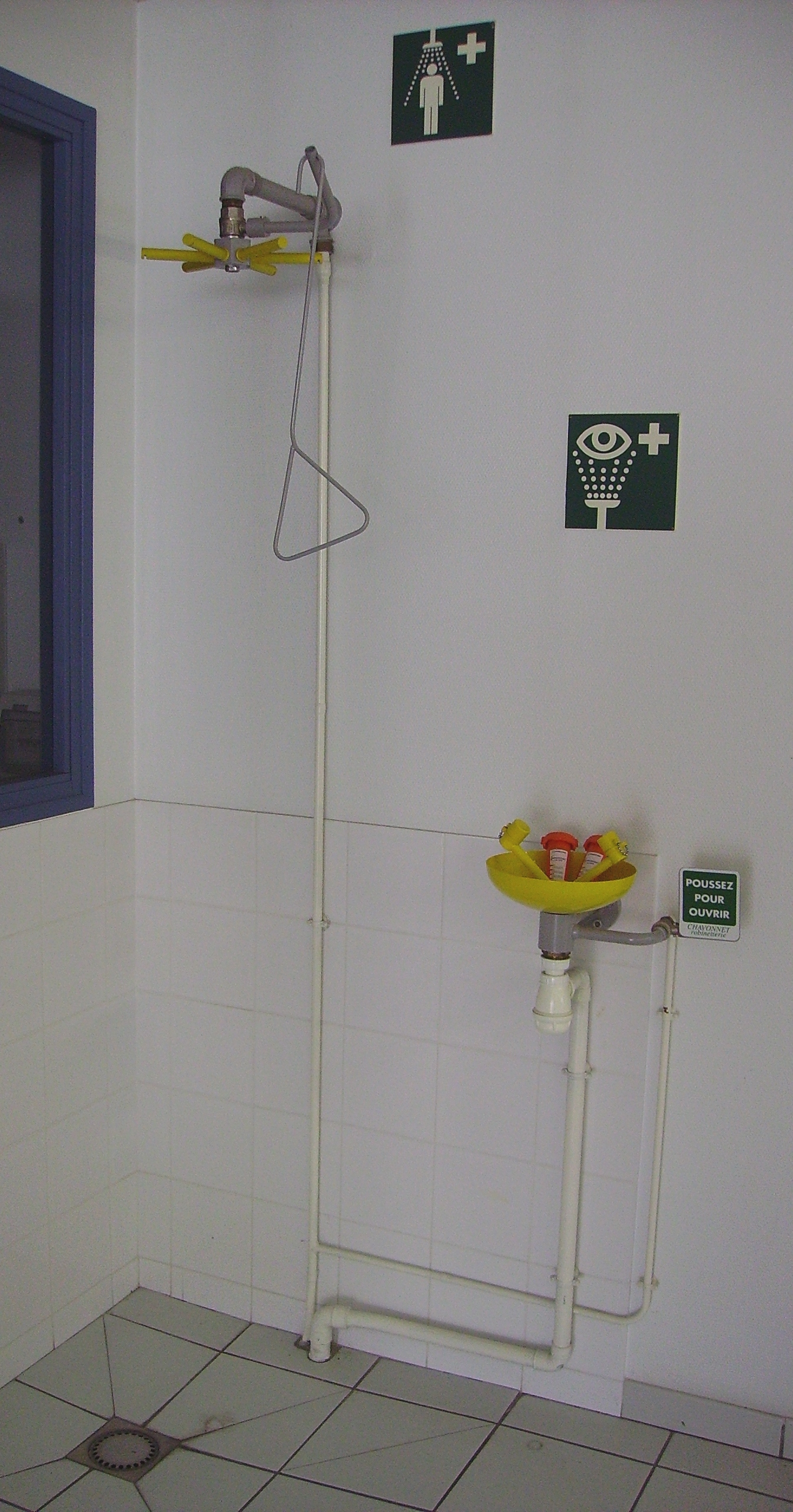
Notdusche und Augendusche mit entsprechenden Piktogrammen

Die Sicherheitsnotdusche (umgangssprachlich „Notdusche“ genannt) ist eine technische Einrichtung zur Ersten Hilfe, die in Laboratorien und Fertigungsbetrieben eingesetzt wird. Notduschen müssen vorgehalten werden, wenn Personen mit Säure, Laugen, Hitze, Flammen und extremem Schmutz in Kontakt kommen können. Sie dienen dazu, Personen bei Unfällen Ersthilfe zu leisten.

## Normen
In Deutschland und in der EU bilden die Normenteile DIN EN 15154 Teil 1, Teil 3, Teil 5 und 6 die normativen Vorgaben an Notduschen ab:
- DIN EN 15154-1:2006 – Körperduschen im Labor
- DIN EN 15154-3:2009 – Körperduschen ohne Wasseranschluss
- DIN EN 15154-5:2019 – Körperduschen mit Überkopfbrause und Wasser für andere Standorte als Laboratorien (Ehemals DIN 12899-3:2009-04 Körperduschen in Betrieben und Umschlaganlagen)
- DIN EN 15154-6 Sicherheitsnotduschen – Teil 6: Körperduschen mit mehreren Duschköpfen und Wasseranschluss für andere Standorte als Laboratorien

Es gibt auch andere Arten von Notduscheinrichtungen wie die Augendusche (DIN EN 15154-2) und Augenspülflaschen (DIN EN 15154-3). In den USA sind die Anforderungen an Notduschen in der ANSI Z358-1 beschrieben.
Man unterscheidet Notduschen für das Labor und für die Industrie. Dies fußt auf den grundsätzlich unterschiedlich großen Gefahrstoffmengen und architektonischen Gegebenheiten.

### Körperduschen mit Wasseranschluss für Laboratorien: EN15154-1:2006
Die EN 15154-1 verweist auf nationale Regelwerke und fordert 60 Liter/Minute, sofern keine nationalen oder regionalen Regelwerke andere Volumenströme festlegen.
In Deutschland beträgt die minimal erforderliche Wassermenge von Körperduschen 30 Liter/Minute gemäß Abschnitt 6.6.1.1 der DGUV-Information 213-850 (ehem. BGI/GUV-I 850-0) bei Anwendungen in Laboratorien.

### Körperduschen ohne Wasseranschluss: EN15154-3:2009
Die DIN EN 15154-3 formuliert die Anforderungen an transportable Körperduschen (Teil 3), die entweder seitens des Herstellers mit einer sterilen Spülflüssigkeit befüllt sind oder die vom Anwender mit Flüssigkeit, zum Beispiel Wasser, versehen werden. Neben den Anforderungen an den Behälter und die Spülflüssigkeit sind auch Anforderungen an die Gebrauchsinformation und die Produktkennzeichnung festgelegt.
Tanknotduschen mit den Nutzvolumen ab 350 Litern fallen jedoch unter die DIN EN 15154-5:2019.

### Körperduschen mit Überkopfbrause und Wasser für andere Standorte als Laboratorien: EN15154-5:2019
Die EN 15154 Teil 5 ersetzt die DIN 12 899-3:2009-05, welche den griffigeren Titel „Körperduschen für Betriebe und Umschlaganlagen“ trug.
Mit dem aktuellen Titel wurde versucht, die weitreichende Geltung der Norm für alle Bereiche außerhalb des Labors zu verdeutlichen. Sie gilt als Stand der Technik in allen Bereichen, in denen die Gefahr von Verbrennung, Verbrühung oder Verätzung besteht. Der Normteil -5 deckt die ganze Breite des Handlings von Gefahrstoffen ab und gilt von der Übergabetheke am Warenausgang, wenn dort Gefahrstoffe in handelsüblichen Mengen an andere abgeben werden, über die Bahnverladung bis hin zur Anlegestelle des Tankschiffes. Das Strahlbild wurde aus der DIN EN 15154-1 übernommen und für industrielle Anwendungen erweitert. Tanknotduschen sind im Teil -5 definiert und bieten dem Verwender die normative Abdeckung der am Markt seit langem etablierten Produkte. Im Teil -5 sind für Körperduschen in Betrieben Volumenströme von 30 Litern/Minute bis über 100 Litern/Minute in Abhängigkeit von der Klasseneinteilung angegeben.

### Körperduschen mit mehreren Duschköpfen und Wasser für andere Standorte als Laboratorien: EN15154-6:2019
Die EN 15154 Teil 6 beschreibt Notduschen mit seitlichen Düsen zur Benetzung des Nutzers. Das Sprühbild weicht stark vom Teil 5 ab. Der Teil -6 definiert nicht die am Markt etablierten Dekontaminationsduschen, welche zur Reinigung (Dekontamination) von Nutzern unter PSA dienen. Für Dekontaminationsduschen läuft (Stand November 2020) beim DIN aktuell ein eigenständiges Normungsvorhaben.

## Volumenströme von Notduschen
Die Leistungsklassen in Bezug auf den Volumenstrom der Körpernotdusche erleichtern den Verantwortlichen die Auswahl einer geeigneten Notdusche in Abhängigkeit der ermittelten Gefährdung. In der Industrie haben sich für Körperduschen in Betrieben und Umschlaganlagen Volumenströme zwischen 70 und 90 Litern/Minute bewährt, da im Gegensatz zu Laboranwendungen die Gefahrstoffmengen deutlich höher liegen können. Die Wasserabgabe muss für mindestens 15 Minuten gewährleistet sein.
Eine Forschungsarbeit des Fraunhofer-Institutes UMSICHT zum Thema „Abspülverhalten von Notduschen“ sieht weniger einen systematischen Zusammenhang zwischen hohem Volumenstrom und kurzer Abspüldauer, aber klare Vorteile für zusätzliche Handbrausen / Körpersprühdüsen und die Anwendung eines eher zentrierten als flächigen Strahlbildes.
Auch in der Praxis konnte sich die handgeführte Brause beweisen. So liegen gesicherte Erkenntnisse über die erfolgreiche Anwendung in der Praxis vor. Auch zeigen Nutzerbefragungen eine erhöhte Akzeptanz der Notduscheinrichtung, wenn eine Handbrause das Gefühl vermittelt, bei kleineren Kontaminationen nicht komplett durchnässt zu werden.

## Umsetzung der normativen Vorgaben

### Laboratorien
Für Laboratorien gilt die DGUV Information 213-850 „Sicheres Arbeiten in Laboratorien“. Diese fordert Not- und Augenduschen gemäß EN 15154 Teil 1 und Teil 2 für alle Laboratorien mit einer Wasserversorgung. Vorgeben wird: „… Von jedem Ort des Labors sollte eine Körpernotdusche innerhalb von höchstens 5s zu erreichen sein. Die genaue Lage der Notdusche ist vom Ergebnis der Gefährdungsbeurteilung abhängig.“ Weitere Forderungen betreffen die Prüfung (mind. einmal monatlich) und den Spritzwasserschutz der Notduschen.
Augenspülflaschen mit steriler Flüssigkeit sind als alleiniger Schutz nur in seltenen Ausnahmefällen zulässig, wenn keine geeignete Wasserversorgung zur Verfügung steht.
Temperiertes Wasser im Labor: Die in der DIN EN empfohlene Wassertemperatur reduziert die DGUV 213-850 für das Labor auf maximale Raumtemperatur, zumal im Gegensatz zu Industrieanwendungen die Gefahr der Hypothermie (Kälteschock) gering ist.

### Betriebe und Umschlaganlagen / Anlagen außerhalb des Labors
In der Industrie sind die Forderungen nach Not- und Augenduschen nach wie vor weniger eindeutig. Die DGUV (Deutsche Gesetzliche Unfallversicherung) fordert in der Vorschrift 1 – Grundsätze der Prävention, Zweites Kapitel: § 2 Grundpflichten des Unternehmers: „(1) Der Unternehmer hat die erforderlichen Maßnahmen zur Verhütung von Arbeitsunfällen, Berufskrankheiten und arbeitsbedingten Gesundheitsgefahren sowie für eine wirksame Erste Hilfe zu treffen...“ Der Gesetzgeber ergänzt in der Verordnung über Arbeitsstätten (ArbStättV): „§ 3, Gefährdungsbeurteilung: (1) Bei der Beurteilung der Arbeitsbedingungen … hat der Arbeitgeber zunächst festzustellen, ob die Beschäftigten Gefährdungen beim Einrichten und Betreiben von Arbeitsstätten ausgesetzt sind oder ausgesetzt sein können. Ist dies der Fall, hat er alle möglichen Gefährdungen der Gesundheit und Sicherheit der Beschäftigten zu beurteilen. Entsprechend dem Ergebnis der Gefährdungsbeurteilung hat der Arbeitgeber Schutzmaßnahmen gemäß der Vorschriften dieser Verordnung einschließlich ihres Anhangs nach dem Stand der Technik, Arbeitsmedizin und Hygiene festzulegen. Sonstige gesicherte arbeitswissenschaftliche Erkenntnisse sind zu berücksichtigen...“ Das ideale Ergebnis dieser Gefährdungsbeurteilung ergibt einen Wegfall der Gefahr durch Substitution der Gefahrstoffe oder geänderte Arbeitsprozesse. Ist dies nicht möglich, sind geeignete Sicherheitsmaßnahmen zu treffen, zu denen in der Regel auch Augen- und Notduschen gehören. Abschließend können dann die Montageorte und Leistungsklassen (siehe Teil -5) der Notduscheinrichtungen festgelegt werden.
Im Anhang der DIN EN 15154-5:2019 wird unter Punkt A.2 empfohlen: maximal 10 Sekunden Wegzeit, 20 Meter Distanz (ohne Stufen oder Rampen) von der Gefahrenstelle bis zur Rettungsdusche.
Auswahl einer geeigneten Körperdusche: Der Duschkopf sollte so gewählt werden, dass die Wasseraustrittsöffnungen ein Verkalken des Duschkopfes verhindern. Als ideale Materialien können bruchfester Kunststoff oder rostfreier Edelstahl gewählt werden. In Industrie und Handwerk muss der Volumenstrom in Abhängigkeit von der Gefährdungsbeurteilung gewählt werden. Zur Umsetzung der Forschungsergebnisse des Fraunhofer-Institutes UMSICHT bieten sich zusätzliche Körpersprühdüsen und handgeführte Brausen an, um das Ergebnis der Benetzung zu optimieren. Es liegen gesicherte Erkenntnisse über die erfolgreiche Anwendung in der Praxis vor. Auch zeigen Nutzerbefragungen eine erhöhte Akzeptanz der Notduscheinrichtung, wenn eine Handbrause das Gefühl vermittelt, bei kleineren Kontaminationen nicht komplett durchnässt zu werden.
Temperiertes Wasser: Die in der DIN EN Teil -5 empfohlene und von der ANSI geforderte Temperatur des Notduschwassers von 15 bis 37 °C ist bei Industrieanwendungen essentiell. Bei Aufstellungsorten in Freianlagen oder großen Hallen ist die Gefahr der Hypothermie (Kälteschock) zu jeder Jahreszeit gegeben. Jedoch müssen auch zwingend die Forderungen der Trinkwasserverordnung beachtet werden: Wassertemperatur Kalt maximal 20 °C, Warm minimal 60 °C. Diese Vorgaben haben dazu geführt, dass sich neben den seit langem etablierten Tanknotduschen mit Speichertank auch die sogenannten „Thermo-Duschen“ am Markt durchsetzen. Die Thermoduschen verfügen über einen Heißwassertank und zugeführtes Kaltwasser, welches dann mittels eines Mischventils die gewünschte Abgabetemperatur des Duschwassers herstellt.

### Inbetriebnahme, Betrieb und Instandhaltung in der Industrie
Generell geht im Anlagenbau der Trend zu Tanknotduschen und Thermoduschen, da diese Systeme mit Edelstahlspeichertanks bei maximaler Betriebssicherheit und minimalem Planungs- und Investitionsaufwand temperiertes Wasser liefern und die Auflagen der TrinkwV auf einfache Art erfüllen. Unabhängig von der Art der Notdusche ist auf eine robuste Konstruktion aus Metall zu achten, da sonst die Umsetzung der TRBS 2153 (Vermeidung von Zündgefahren infolge elektrostatischer Aufladungen) rechtdiffizil geraten kann. Dem späteren Betreiber einer Anlage mit explosionsgefährdeten Bereichen erleichtert es die Pflege des Explosionsschutzdokumentes (BetrSichV § 6), wenn eine Gefährdungsbeurteilung gemäß Betriebssicherheitsverordnung über den elektrischen und nicht elektrischen Explosionsschutz durch den Hersteller der Notduschen vorliegt.

#### Inbetriebnahme
Eine ordentliche Inbetriebnahme von Not- und Augenduschen setzt ausführliches Spülen der Leitungen und die Kontrolle aller Leitungen und – sofern vorhanden – elektrischen Verbraucher und Signalgeber voraus.

#### Wartung, Betrieb und Instandhaltung
Der Betrieb von Not- und Augenduschen ist einfach aufrechtzuerhalten, eine monatliche Prüfung und jährliche Wartung vorausgesetzt. Durch die vorgeschriebene Prüfung wird zum einen die Funktion der Dusche getestet und zum anderen das Risiko der Verkeimung von Wasser, welches eventuell vor den Ventilen ruht, verringert. Die Funktionsprüfung von Augenduschen mit oder an Becken ist denkbar einfach. Auch Körperduschen können ohne viel Aufwand und Wasserspritzer mittels einer einfachen Wasserableitvorrichtung (Duschtester) und eines Eimers und einer Sichtprüfung auf Korrosionserscheinungen geprüft werden. Mechanisch gesehen sind fast alle Notduschen völlig wartungsfrei.
Rechtlich gehören Not- und Augenduschen zu Sicherheitseinrichtungen, die in Arbeitsstätten installiert sind, und sind nach der Arbeitsstättenverordnung -ArbStättV- zu prüfen. Nach den Vorschriften der ArbStättV hat der Unternehmer diese „Einrichtungen zur Verhütung oder Beseitigung von Gefahren, … , in regelmäßigen Abständen sachgerecht zu warten und auf ihre Funktionsfähigkeit prüfen zu lassen“ (§ 4 Abs.(3) ArbStättV). Die im § 4 Abs. 3 ArbStättV genannten Sicherheitseinrichtungen (Sicherheitsbeleuchtungen, Feuerlöscheinrichtungen, Signalanlagen etc.) sind beispielhaft aufgezählt. Fest installierte Notduschen werden zu den Sicherheitseinrichtungen nach Arbeitsstättenrecht gezählt.
Die Betriebssicherheitsverordnung (BetrSichV) legt dem Arbeitgeber im § 10 nahe: „Der Arbeitgeber hat Instandhaltungsmaßnahmen zu treffen, damit die Arbeitsmittel während der gesamten Verwendungsdauer den für sie geltenden Sicherheits- und Gesundheitsschutzanforderungen entsprechen und in einem sicheren Zustand erhalten werden. Dabei sind die Angaben des Herstellers zu berücksichtigen.“ Die Laborrichtlinie BGI/GUV-I 850 fordert eine monatliche Prüfung. Die Prüfung und Wartung von Not- und Augenduschen sollte gemäß der BetrSichV § 2(6) und der TRBS1203 durch eine „befähigte Person“ durchgeführt werden.